# Círculo de Periodistas Deportivos del Uruguay
Círculo de Periodistas Deportivos del Uruguay (en català: Cercle de Periodistes Esportius de l'Uruguai) és una institució que nuclea als periodistes d'esport uruguaians. Situat al carrer Río Negro 1165 entre Canelones i Maldonado a Montevideo. Va ser fundació el 13 de febrer de 1942.
Encarregats d'atorgar el Premi Charrúa, als millors esportistes en les seves respectives disciplines, el guardó compta amb el Premi Charrúa d'Or atorgat a el millor esportista de l'any a Uruguai.
El seu director és Ernesto Ortiz Gómez.